# メイ島の戦い
メイ島の戦い (Battle of May Island) とは、1918年に行われた演習「EC1作戦」に関連して発生した一連の海難事故のことである。この名前はフォース湾に浮かぶメイ島に由来する。その近くで、スコットランドのロサイスから北海での演習に向かっていたイギリス海軍艦艇の間で連続した衝突事故が発生した。
1918年1月31日から2月1日の霧の夜、8隻の艦艇が関与して5件の衝突事故がおきた。2隻の潜水艦が失われ、潜水艦4隻と巡洋艦1隻が損傷した。沈没した潜水艦「K4」および「K17」と損傷した潜水艦「K14」で合計104名が死亡した。第一次世界大戦中であったが、完全な事故であり敵勢力は関与していない。
事故後の調査と軍法会議は当分の間、秘密にされ、大部分の情報が公開されたのは1990年代になってからである。

## 事件の経過

### 出航
グランドフリート全体が参加して翌日実施される予定の演習EC1に参加するため、およそ40隻の艦艇がスコットランドのロサイスからオークニー諸島のスカパ・フローへ向け出発した。それには、第5戦艦戦隊の戦艦3隻と護衛の駆逐艦、第2巡洋戦艦戦隊の巡洋戦艦4隻と護衛の駆逐艦、巡洋艦2隻、二つの潜水隊が含まれていた。
二つの潜水隊は、戦闘艦隊との協同作戦用に設計されたK級潜水艦と、それぞれ嚮導艦1隻から成る部隊だった。第12潜水隊は、「K3」、「K4」、「K6」、「K7」の各潜水艦と、嚮導艦の偵察巡洋艦「フィアレス」から成っていた。もうひとつの第13潜水隊は、潜水艦「K11」、「K12」、「K14」、「K17」、「K22」と、これらを率いる嚮導駆逐艦「イシュリール」で成っていた。
各艦は1月31日18時30分に碇を上げ、全艦隊は長さ50km近くになる単縦陣を組んで航行した。先頭は大型軽巡洋艦「カレイジャス」と嚮導駆逐艦「イシュリール」で、その後に第13潜水隊の潜水艦が続いた。それに続くのは巡洋戦艦戦隊であり、その後ろに第12潜水隊が位置し、最後尾が戦艦であった。
戦時中のため、ドイツ潜水艦を引き付けないように、無線封止と灯火管制が行われていた。日没後は、後に続く艦のための艦後尾の暗い明かりのみが点灯されていた。当時、ドイツ潜水艦1隻が近くで活動中であると疑われていたので、特に厳重な注意が払われたのだった。

### K14とK22の遭難
各グループは湾入り口のメイ島を通過すると針路を変更して速度を20ノットに上げた。
第13潜水隊が島を通過したとき、一対の明かり（おそらく掃海艇のもの）が潜水艦の列に向かってくるのが目撃された。それを避けるため潜水隊は大きく左に舵を切ったが、「K14」の操舵装置が動かなくなり、「K14」は列から離れてしまった。「K14」と後続の「K12」は航海灯を点灯した。そのうち「K14」の操舵装置は直り、「K14」は定位置に戻ろうとした。列の次の潜水艦「K22」は霧の中で潜水隊の他の艦を見失っており、列から外れて「K14」と衝突した。衝突した2隻は停止したが、それを知らないほかの艦は航行を続けた。「K22」は、自艦は港までたどり着けるが、「K14」は沈みつつあると暗号で「イシュリール」に伝えた。実際には「K14」も沈没には至らないで済んだ。
15分後、第2巡洋戦艦戦隊が島と2隻の潜水艦のそばを通過したが、その際に巡洋戦艦「インフレキシブル」が「K22」に衝突しさらなる被害が生じた。「インフレキシブル」は「K22」の艦首を直角に曲げ、バラストタンクと燃料タンクを破壊した。「K22」は艦首から沈み、海面上にでているのは司令塔だけとなったが、沈没は免れた。
一方、「イシュリール」の艦長は、最初の衝突の報告を受けその救援に向かった。それに潜水艦も続いたところ、そこを第2巡洋艦戦隊が横切った。幸い、両方が緊急回避を行った結果、さらなる事故はかろうじて回避された。

### K17とK4の遭難
メイ島に着いた第13潜水隊はそこで第12潜水隊と遭遇した。「フィアレス」が霧の中から現れて「K17」と衝突し、「K17」は数分で沈没したが、大半の乗員は脱出できた。しかし、後に第5戦艦戦隊と護衛の駆逐艦が事故のことを知らずに沈没海域を通過し、「K17」の生存者を引き裂いてしまった駆逐艦もあった。結局、「K17」乗員56名中救助されたのは10名のみであり、内一人はすぐに死亡した。
他方、停止した「フィアレス」を後続の潜水艦が避けようとしたところ、そのうちの「K12」と巡洋戦艦「オーストラリア」が衝突しそうになった。「オーストラリア」は回避行動をとったが、今度は「K6」と衝突しそうになった。それを避けようとした「K6」が「K4」に衝突し、「K4」は二つに切り裂かれた。さらに沈み始めた「K4」に「K7」が衝突した。「K4」は沈没し、乗員55名全員が死亡した。
最終的に、75分間で潜水艦「K17」と「K4」が沈み、「K6」、「K7」、「K14」、「K22」と「フィアレス」が損傷した。この事故のことは戦争中秘密にされた。